# Scoletoma rovignensis
Scoletoma rovignensis är en ringmaskart som först beskrevs av Fauvel 1940.  Scoletoma rovignensis ingår i släktet Scoletoma och familjen Lumbrineridae. Inga underarter finns listade i Catalogue of Life.